# Gpg4win
Gpg4win è un pacchetto di installazione per Windows con strumenti software e manuali per e-mail e file criptati. Gpg4win e tutti gli strumenti in esso contenuti sono FOSS.
Lo scopo di Gpg4win è mantenere un pacchetto di installazione di Windows aggiornato, tra cui il software di crittografia GnuPG, gli strumenti di supporto e la documentazione.
Quasi tutti gli strumenti software sono creati per Windows mediante cross-compilazione.

## Contenuto dell'installer di Gpg4win
Back-end
- GnuPG: il motore di cifratura

Front-end
- Kleopatra: il gestore (front-end di KDE) dei certificati per OpenPGP e X.509 (S/MIME)
- GPA: un gestore (front-end di GNU) alternativo dei certificati per OpenPGP e X.509 (S/MIME)
- GpgOL: un plugin per Microsoft Outlook (crittografia delle e-mail).
- GpgEX: un plugin per Windows Explorer (crittografia dei file)
- Claws Mail: un client di posta elettronica contenente il plugin per GnuPG

Documentazione
- Gpg4win Compendium: la documentazione su Gpg4win2 (in tedesco e in inglese)